# Прендоцин-Кольонія
Прендоцин-Кольонія (пол. Prędocin-Kolonia) — село в Польщі, у гміні Ілжа Радомського повіту Мазовецького воєводства.
У 1975-1998 роках село належало до Радомського воєводства.